# كاتاليست (إطار عمل ويب)
كاتاليست (بالإنجليزية: Catalyst)‏ هو إطار عمل للويب مفتوح المصدر مكتوب بلغة بيرل (بالإنجليزية: Perl)‏ تأثر بكل من أطر العمل مثل روبي أون ريلز (بالإنجليزية: Ruby on Rails)‏، سبرينغ (بالإنجليزية: Spring Framework)‏

## خصائص
كاتاليست يعتمد على المبدأ المشهور في البرمجة وهو لا تكرر نفسك (بالإنجليزية: DRY : Don’t Repeat Yourself)‏

## مواقع تستخدم كاتاليست
ديليشس

## روابط خارجية
- كاتاليست على موقع Open Hub (الإنجليزية)